# Добряков, Анатолий Александрович
Анатолий Александрович Добряков (1927—2022) — советский и российский учёный, доктор психологических наук, кандидат технических наук, профессор кафедры «Космические аппараты и ракеты носители» СМ-1 МГТУ им. Н. Э. Баумана, участник Великой Отечественной войны 1941—1945 гг.

## Биография
Анатолий Александрович Добряков родился 6 ноября 1927 в Москве.
В период начала Великой Отечественной войны учился в вечерней школе рабочей молодёжи и работал учеником токаря в ЦИАМЕ им. Баранова.
В 1944 году добровольно ушёл в Советскую Армию. Был воспитанником военно-морской авиационной части. После демобилизации учился в МВТУ им Н. Э. Баумана, который окончил в 1957 году.
По окончании учёбы в 1958 году, по приглашению Феодосьева В. И., начал работать на кафедре СМ-1 и назначен заведующим лабораторией демонстрационного зала. Проработал в этой должности до 1971 года. На кафедре читал курсы «Строительная механика ракет», «Обеспечение творческих форм деятельности инженеров-конструкторов». В конце 60-х на базе демонстрационного зала было открыто студенческое конструкторское бюро (СКБ), для принятия в которое было необходимо «оживить» какой-либо экспонат в демзале. В результате работы Добрякова на должности заведующего демзала все ракеты, двигатели, различные приборы и устройства имели разрезы для доступа студентов и преподавателей к внутренней конструкции.
В 1967 году году в МВТУ им. Н. Э. Баумана защитил кандидатскую диссертацию на тему «Влияние начальных несовершенств формы оболочек ракет из композиционных материалов на устойчивость корпусов».
В 1971 году стал доцентом кафедры.
После 1971 года начал разрабатывать новую научную тематику — психология конструирования. В 1997 году в МГУ им. М. В. Ломоносова защитил докторскую диссертацию по психологии труда на тему «Инженерно-психологическое обеспечение творческих форм проектно-конструкторской деятельности».
По совместительству, с 1997 по 1999 года выполнял обязанности заведующего кафедрой инженерной педагогики МГТУ им. Н. Э. Баумана.
В 2000 году получил должность профессора кафедры.
С 2002 по 2012 год работал заместителем руководителя центра повышения качества образования МГТУ им. Н. Э. Баумана. Являлся членом диссертационных советов МГТУ им Н. Э. Баумана Д 212.141.12 и Д 212.141.20.

## Направления деятельности
Профессиональные интересы А. А Добрякова находились на стыке трёх областей знаний:
1. Специфика ранних стадий проектного анализa в аэрокосмической области знаний и особенности принятия многокомпонентных решений в условиях значительной неопределённости, как исходных данных, так и проектных критериев;
2. Особенности современной подготовки специалистов технического профиля для военно-промышленного комплекса (принципы и подходы);
3. Теория научного познания и психолого-педагогические аспекты обучения технической элиты.

В настоящее время А. А. Добряков является единственным в России специалистом, который имеет такой разнохарактерный ‑ технический и гуманитарный — набор взаимодополняющих учёных званий и степеней. За всю историю ВАК таких специалистов было всего четверо (двое уже умерли, а один живёт и работает в Канаде).
Эта особенность А. А. Добрякова позволила ему на основе многолетнего опыта прошлого системно проанализировать трудности настоящего и разработать концептуальные основы «природно-сообразной» образовательной технологии будущего.
Отличительные особенности этой технологии состоят в том, что «подающаяся» на вход головного мозга учебная информация излагается в логике развития той или иной предметной области, но с учётом её эффективного восприятия и переработки функциональными системами головного мозга (по закономерностям памяти и мышления). В этом случае в учебных процедурах создаются наиболее благоприятные условия для возникновения различных системных эффектов (кумулятивного, прожекторного, эмерджентного и др.), которые не равны простой сумме исходных составляющих, а также благоприятные условия для реализации когнитивного резонанса.
За время работы в МГТУ им. Н. Э. Баумана А. А. Добряков опубликовал 17 монографий, учебников, учебных пособий и около 200 научных статей, получил шесть авторских свидетельств на изобретения.

## Основные публикации
1. Добряков А. А., Манушин Э. А. Ментально структурированная образовательная технология. ‑ Казань, Издательство «Данис» ИПП ПО РАО, 2014.
2. Добряков А. А., Манушин Э. А. Модели инновационного ментально-структурированного учебного процесса. ‑ Казань: Изд-во «Данис» ИПП ПО РАО, 2013.
3. Добряков А. А. Введение в инженерную психотехнику и качество профессиональной деятельности. ‑ М.: Иссл. центр проблем качества подготовки специалистов, 2007.
4. Добряков А. А. Опережающий государственный стандарт как модель управления качеством подготовки специалистов. — М.: Исследовательский центр проблем качества подготовки специалистов, 2003.
5. Добряков А. А., Печников В. П. Высшие психические функции и функциональная структура гумманизированного гумобразовательного стандарта: Учебное пособие. — М.: ЛОГОС, 2002.
6. Добряков А. А. Психолого-педагогические основы подготовки элитных специалистов как творческих личностей. — М.: ЛОГОС, 2001.
7. Добряков А. А., Сычев М. П., Петрикевич Б. Б. Особенности использования ЭВМ при поисковом конструировании: Учебное пособие. — М.: МГТУ им. Н. Э. Баумана, 2000.
8. Добряков А. А. Психологические основы технического творчества: Учебное пособие. — М.: МГТУ им. Н. Э. Баумана, 1999.
9. Добряков А. А. Концептуальная модель элитного специалиста XXI века и информационное пространство её реализации: Методическое руководство для преподавателей. ‑ М.: Иссл. центр проблем качества подготовки специалистов, 1998.
10. Добряков А. А. Методы интеллектуализации САПР: Учебник.‑ М.: Наука, 1992.
11. Добряков А. А. Расчёт оболочечных элементов на устойчивость и собственные колебания: Учебное пособие. ‑ М.: МВТУ, 1991.
12. Добряков А. А. Расчёт оболочечных элементов на устойчивость и собственные колебания: Учебное пособие. ‑ М.: МВТУ, 1991.
13. Добряков А. А. Обеспечение творческих форм деятельности в САПР силовых конструкций: Учебное пособие. ‑ ЦНИИНТИКПК, 1989.
14. Васильев В. В., Добряков А. А., Дудченко А. А., Молодцов Г. А.,Царахов Ю. С. Основы проектирования и изготовления конструкций летательных аппаратов из композиционных материалов: Учебное пособие. ‑ М.: МАИ, — 1985.
15. Добряков А. А. Особенности производства тонкостенных оболочек из композиционных материалов: Учебное пособие. ‑ М.: МВТУ, 1980.
16. Добряков А. А. Вопросы конструирования и расчёта стеклопластиковых корпусов РДТТ. — М.: Центральный НИИ научно-технической информации и технико-экономических исследований, 1973.